# Daniel P. Carter

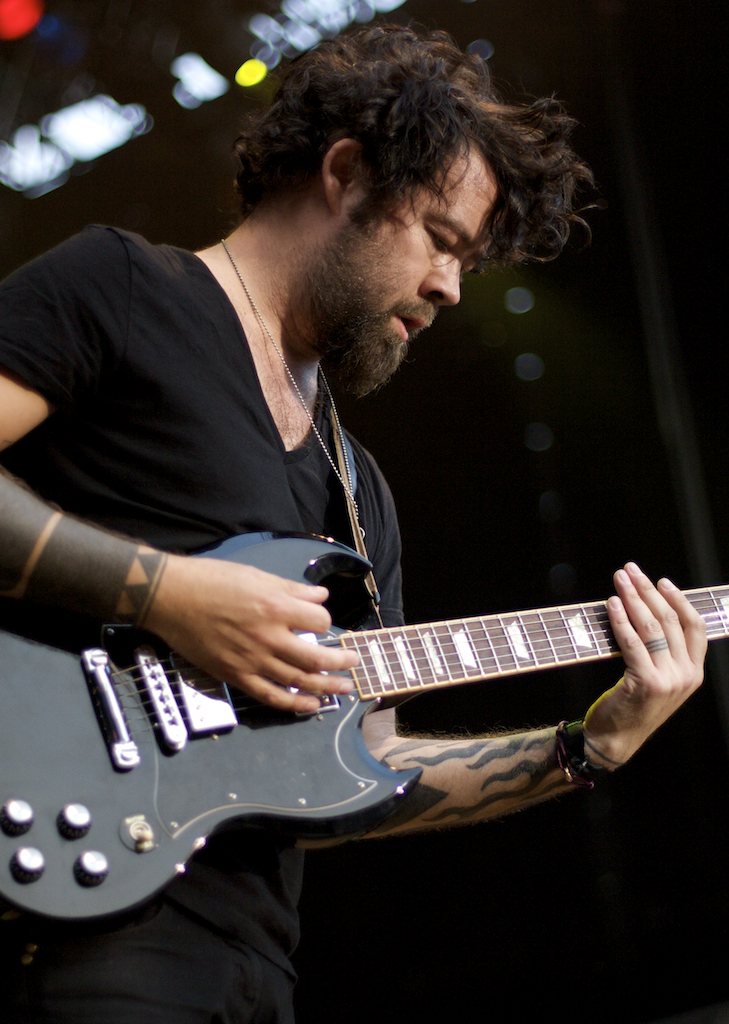
Daniel P. Carter

Daniel Philip Carter (* 16. November 1972) ist ein britischer Heavy-Metal- und Alternative-Rock-Musiker sowie Radio-DJ.

## Karriere
Von 1997 bis 2006 spielte er bei A und dort drei Studioalben ein, die allesamt in den Top 100 der britischen Musikcharts landeten: A vs. Monkey Kong (1999, Platz 62), Hi-Fi Serious (2002, Platz 18) und Teen Dance Ordinance (2005, Platz 95). Aufgrund der Verkäufe wurde Hi-Fi-Serious zudem mit einer Silbernen Schallplatte ausgezeichnet.
Während der Arbeiten zum Album Hi-Fi Serious komponierte Carter Songs, die nicht zum Konzept dieser Platte passten. Also gründete er The Lucky Nine.
Im Jahr 2009 erschien das Debütalbum der britischen Hardcore-Punk-Band Hexes bei dem Musiklabel Undergroove Records. Carter agierte hier sowohl als Hauptsongwriter als auch als Gitarrist und Sänger.
Bei der Bloodhound Gang, welche der Gitarrist Matthew „Lüpüs Thünder“ Stigliano im Oktober 2008 verließ, stieg Carter als Nachfolger ein. Mit der US-amerikanischen Alternative-Rock-Band veröffentlichte er das Best-Of-Album Show Us Your Hits (2010) sowie das Studioalbum Hard-Off (2015).
Parallel zu seiner Zeit bei der Bloodhound Gang gründete er die Heavy-Metal-Band Krokodil, deren Debütalbum Nachash 2014 von Spinefarm Records auf den Markt gebracht wurde. Das Musikmagazin Rolling Stone listete das Werk in seiner Aufstellung der „20 besten Metal-Alben 2014“.

## Diskografie

### Mit A
- 1999: A vs. Monkey Kong
- 2002: Hi-Fi Serious
- 2005: Teen Dance Ordinance

### Mit The Lucky Nine
- 2005: The Lucky Nine EP
- 2005: True Crown Foundation Songs: Hymns Of History And Hidden Ritual

### Mit Hexes
- 2009: White Noise / Black Sound

### Mit Bloodhound Gang
- 2010: Show Us Your Hits
- 2015: Hard-Off

### Mit Krokodil
- 2014: Nachash